# Колін Макдональд
Колін Макдональд (англ. Colin McDonald, нар. 15 жовтня 1930, Бері) — англійський футболіст, що грав на позиції воротаря.
Виступав, зокрема, за клуб «Бернлі», з яким став чемпіоном Англії та володарем Суперкубка Англії, а також національну збірну Англії, у складі якої був учасником чемпіонату світу 1958 року.

## Клубна кар'єра
З серпня 1948 року виступав за резервну команду «Бернлі», після чого проходив військову службу, виступаю протягом сезону 1950/51 років захищав кольори нижчолігового клубу «Гедінгтон Юнайтед».
Повернувшись в «Бернлі» у липні 1952 року, він спочатку був дублером голкіпера Деса Томпсона, через що лише майже за два роки дебютував у команді в матчі проти «Астон Вілли» (1:5). Незважаючи на п'ять м'ячів, які він пропустив, Макдональд швидко завоював місце в основі й в наступні роки був першим воротарем команди. Після того, як він зламав плече в грудні 1956 року і його ненадовго замінив Адам Блеклоу, але Макдональд повернув собі статус основного воротаря.
На день святого Патріка у березні 1959 року Макдональд у складі збірної Футбольної ліги зустрічався проти збірної ліги Ірландії і після зіткнення з ірландцем Ліамом Тьюгі зламав ногу. Травма виявилась важкою і призвела до подальших ускладнень, Колін він захворів на пневмонію і певний час боровся за життя.
В результаті Блеклоу повернув собі місце основного воротаря і 1960 року з ним в основі команда стала чемпіоном Англії та володарем Суперкубка Англії, а Макдональд грав виключно у резервній команді. Так і не повернувшись на свій попередній рівень, наступного року Макдональд був змушений завершити кар'єру. Та гра в Дубліні виявилася його останньою на найвищому рівні.

## Виступи за збірну
18 травня 1958 року дебютував в офіційних іграх у складі національної збірної Англії в товариському матчі з СРСР (1:1), ставши 79-м воротарем в історії англійської збірної.
Влітку того ж року як основний воротар поїхав на чемпіонат світу 1958 року у Швеції, де зіграв у всіх трьох матчах групового етапу, а також в матчі-переграванні проти СРСР, який англійці програли 0:1 і не вийшли з групи.
Востаннє за збірну зіграв 26 листопада 1958 року в матчі домашнього чемпіонату Великої Британії проти Уельсу (2:2). Загалом протягом кар'єри у національній команді провів у її формі 8 матчів, пропустивши 11 голів. Цікаво, що половину з цих матчів він провів проти однієї збірної — СРСР.

## Подальше життя
Після завершення ігрової кар'єри Колін тренував нижчоліговий «Вікем Вондерерз» з серпня 1961 року, де був граючим тренером, а потім був головним скаутом клубу «Бері» з жовтня 1961 року до жовтня 1968 року, паралельно у 1965—1967 роках граючи за «Олтрінхем» у Чеширській лізі.
Потім він став головним скаутом «Болтон Вондерерз» з 1968 року. Через рік він повернувся до «Бері», ставши їх адміністративним менеджером, а потім генеральним директором з травня 1970 року.
Згодом займав тренерські посади молодіжних команд «Олдем Атлетік» і «Транмер Роверз», залишивши останній у лютому 1987 року.

## Статистика виступів

### Статистика виступів за збірну
| Дата       | Місто     | Господарі         | Результат | Гості   | Турнір                              | Голи | Примітки |
| ---------- | --------- | ----------------- | --------- | ------- | ----------------------------------- | ---- | -------- |
| 18-8-1958  | Москва    | СРСР              | 1 – 1     | Англія  | товариський матч                    | -1   |          |
| 8-6-1958   | Гетеборг  | СРСР              | 2 – 2     | Англія  | ЧС 1958 - 1-й етап                  | -2   |          |
| 11-6-1958  | Гетеборг  | Бразилія          | 0 – 0     | Англія  | ЧС 1958 - 1-й етап                  | -    |          |
| 15-6-1958  | Бурос     | Англія            | 2 – 2     | Австрія | ЧС 1958 - 1-й етап                  | -2   |          |
| 17-6-1958  | Гетеборг  | СРСР              | 1 – 0     | Англія  | ЧС 1958 - перегравання              | -1   |          |
| 4-10-1958  | Белфаст   | Північна Ірландія | 3 – 3     | Англія  | Домашній чемпіонат Великої Британії | -3   |          |
| 22-10-1958 | Лондон    | Англія            | 5 – 0     | СРСР    | товариський матч                    | -    |          |
| 26-11-1958 | Бірмінгем | Англія            | 2 – 2     | Уельс   | Домашній чемпіонат Великої Британії | -2   |          |
| Усього     |           | Матчів            | 8         |         | Голів                               | -11  |          |

## Титули і досягнення
- Чемпіон Англії (1):

«Бернлі»: 1959–60
- Володар Суперкубка Англії з футболу (1):

«Бернлі»: 1960